# Diane Dodds
Diane Jean Dodds, lady Dodds di Duncairn (Rathfriland, 16 agosto 1958), è una politica britannica del Partito Unionista Democratico.
È stata membro del Parlamento europeo (MEP) per il collegio elettorale dell'Irlanda del Nord dal 2009 al 2020. In precedenza è stata deputata all'Assemblea dell'Irlanda del Nord dal 2003 al 2007 per West Belfast. Nel 2020, Dodds è tornata all'Assemblea per Upper Bann.

## Biografia
Nata in una famiglia di agricoltori, ha studiato alla Banbridge Academy e poi alla Queen's University Belfast. Insegna storia e inglese a Lisburn.
È stata eletta nel 2003 all'Assemblea dell'Irlanda del Nord per rappresentare West Belfast. È attiva nel Consiglio comunale di Belfast dove ricopre il ruolo di Chief whip dei 14 consiglieri del gruppo DUP.
Eletta nel 2009 al Parlamento europeo e poi rieletta nel 2014 e nel 2019, si è seduta tra i non iscritti. È stata anche membro della commissione per l'agricoltura e lo sviluppo rurale e della delegazione per le relazioni con Israele.
L'11 gennaio 2020 è stata nominata Ministro dell'economia nell'esecutivo dell'Irlanda del Nord.

## Vita privata
È sposata con Lord Nigel Dodds, barone di Duncairn, anche lui membro del DUP, eletto all'Assemblea dell'Irlanda del Nord ed ex membro dell'esecutivo dell'Irlanda del Nord. Hanno tre figli.